# Antônio Gaspar (religioso)
Dom Antônio Gaspar (São Paulo, 11 de novembro de 1931) é um bispo católico brasileiro, e Bispo Emérito de Barretos.

## Biografia
Antônio Gaspar foi ordenado sacerdote pela Arquidiocese de São Paulo em 8 de julho de 1962.
O Papa João Paulo II o nomeou bispo auxiliar de São Paulo e bispo titular de Cozyla em 6 de dezembro de 1982. O Arcebispo de São Paulo, Cardeal Paulo Evaristo Arns, OFM, conferiu-lhe a ordenação episcopal em 6 de fevereiro do ano seguinte, na Catedral Metropolitana de São Paulo; os co-consagradores foram os bispos auxiliares Francisco Manuel Vieira e José Thurler.
Como bispo auxiliar, foi Vigário Geral; Bispo Regional de Santo Amaro; Coordenador do COMIRE (Conselho Missionário Regional) do Regional Sul 1 da CNBB; Vigário Episcopal da Região Sé São Paulo; e Procurador-geral da Mitra Arquidiocesana de São Paulo.
Em 20 de dezembro de 2000, foi nomeado bispo de Barretos e empossado em 3 de março do ano seguinte.
Em 9 de janeiro de 2008, o Papa Bento XVI aceitou seu pedido de renúncia por idade.